# Американский фолк-ривайвл
Американский фолк-ривайвл — общественное движение в США, начавшееся в 1940-х годах и достигшее своего расцвета в середине 1960-х годов. В этот период многочисленные исполнители, собиратели фольклора, организаторы мероприятий, менеджеры, учёные, журналисты, руководители рекорд-компаний и музыкальных магазинов объединили усилия для популяризации народной музыки, движимые комплексом коммерческих, политических и эстетических мотиваций. Фолк-ривайвл утратил центральное место в популярной музыке США к 1970 году. Его финальным крупным мероприятием стал Фолк-фестиваль в Ньюпорте 1969 года.
Корни американского фолк-ривавла лежат в музыке таких артистов как Вуди Гатри, Пит Сигер, Almanac Singers, The Weavers, Ледбелли и других, имевших ограниченную популярность в 1930—1940-х годах. Этот период иногда называют первой волной фолк-ривайвла или первым ривайвлом. Боб Дилан, Джоан Баэз, Джуди Коллинз, The Kingston Trio, Peter, Paul and Mary и другие музыканты стали значимыми фигурами второй волны или второго ривайвла в 1950—1960-е годы. Важной основой для ривайвлов стали «полевые» записи народной музыки, сделанные фолкористами Джоном Ломаксом и его сыном Аланом Ломаксом.
Американский фолк-ривайвл является комплексным и обширным явлением. Сегодня среди ученых отсутствует его унифицированное понимание. Продолжаются дискуссии относительного корректности самого термина «ривайвл» для описания соответствующего феномена; неясно было на самом деле это единое движение или несколько отдельных; каковы его точные временные границы; что именно понимать в его контексте под «народной музыкой»; каково значение фолк-ривайвла тогда и сегодня. В XX веке фолк-ривайвлы, аналогичные американскому, но с национальной спецификой происходили также в Великобритании и Канаде.

## История
Своими корнями нью-йоркский фолк-ривайвл уходит в возродившийся интерес к сквэр-дансу и народным танцам в 1940-х, который помог таким музыкантам, как Pete Seeger, приобрести популярность.
Одной из самых ранних городских вокальных групп фолк-ривайвла является Almanac Singers, которая была сформирована специально в целях популяризации политических протестных песен, в состав которой в начале 1940-х входили Вуди Гатри, Пит Сигер и Ли Хэйс. В 1948 году Seeger и Hays, совместно с Ронни Гилберт и Fred Hellerman, сформировали группу The Weavers, которая выпустила ряд хитов, в числе которых «Kisses Sweeter than Wine», «Wimoweh», «The Wreck of the John B» и кавер-версия песни Lead Belly «Goodnight, Irene». Широкая популярность The Weavers подготовила почву для фолк-ривайвла 1950-х и начала 1960-х, а также устранила разрыв между народной, популярной музыкой и актуальной песней. Однако в результате конфликта с движением маккартизма, группа распалась в 1952 году.
Традиционный народный репертуар и звучание группы The Weavers оказали непосредственное влияние на группу The Kingston Trio, которая получила известность в 1958 году благодаря хиту «Tom Dooley», попавшему на первое место Billboard Hot 100. The Kingston Trio стали ориентиром для множества коллективов так называемого «университетского фолка» (англ. collegiate folk), появившихся в период между 1958 и 1962 годами, в числе которых The Brothers Four, The Limeliters, Chad Mitchell Trio, The New Christy Minstrels, The Highwaymen. Все эти группы, как и The Kingston Trio, характеризуются плотной вокальной гармонией, умеренно комичным и профессионально аранжированным репертуаром народной музыки и актуальных песен, нацеленных на мейнстрим и популярную аудиторию. Многие будущие фолк-рок-исполнители, в том числе участники The Byrds, The Mamas & the Papas и Buffalo Springfield, наряду с сольными певцами Бэрри Макгуайр и Скотт Маккензи, свою профессиональную музыкальную карьеру начинали в группах фолк-ривайвла.
Примерно в то же самое время, когда представители «университетского фолка» достигают национальной известности, вторая волна исполнителей, вдохновлённых гитарной музыкой фолк- и блюз-исполнителей, как, например, Вуди Гатри, Ледбелли, Брауни Макги и Джош Уайт, выдвигается на передний план. Многие из этих городских ривайвлистов были под влиянием записей традиционной американской музыки 1920-х и 1930-х, которые лейбл Folkways Records переиздаёт на влиятельных сборниках Anthology of American Folk Music. В то время, как фолк-ривайвл процветал во многих американских городах — особенно в Чикаго, Лос-Анджелесе и Денвере — Нью-Йорк, с его растущей сценой в кафе на Гринвич-Виллидж, был повсеместно признан как центр движения. Из этой плодородной среды появились такие исполнители народных протестных песен, как Боб Дилан, Том Пакстон, Фил Окс и Peter, Paul and Mary, многие из которых перешли на фолк-рок в течение 1960-х.

## Основные представители
- Вуди Гатри
- Almanac Singers
- Бёрл Айвз
- Пит Сигер
- The Weavers
- Джош Уайт
- Гарри Белафонте
- Одетта
- The Kingston Trio
- Дэйв Ван Ронк
- Джоан Баэз
- Боб Дилан
- Peter, Paul and Mary
- Джуди Коллинз